# Bernie Sanders
Bernard "Bernie" Sanders (Brooklyn, Nova Iorque, 8 de setembro de 1941) é um político estadunidense, atualmente servindo como senador sênior dos EUA pelo estado de Vermont. Foi filiado ao Partido Democrata de 2015 até 2016 e de 2019 até 2020, sendo regionalmente filiado ao Partido Progressivo de Vermont. Ele é o político independente com mais tempo de mandato na história do Congresso dos Estados Unidos, embora sua coligação com os democratas tenha permitido-lhe postos em comissões parlamentares e, por vezes, dado maioria ao partido em votações. Sanders representa a minoria na Comissão de Orçamento do Senado desde janeiro de 2015 e, anteriormente, serviu por dois anos como presidente da Comissão dos Veteranos de Guerra. Sanders concorreu às eleições primárias que definiram o candidato democrata à presidência dos Estados Unidos no pleito de 2016. Derrotado nas urnas pelos eleitores de Hillary Clinton, Sanders acabou reconhecendo a derrota em julho de 2016 e declarou apoio à ex-Secretária de Estado nas eleições presidenciais daquele ano.
Sanders nasceu e foi criado na cidade de Nova Iorque. Graduou-se na Universidade de Chicago em 1964. Na universidade, se filiou à Liga Socialista dos Jovens e organizou protestos a favor do movimento dos direitos civis para o Congresso da Igualdade Racial e para o Comitê Coordenador Estudantil Não-Violento. Após fixar residência em Vermont em 1968, Sanders foi candidato ao governo do estado e ao Senado dos EUA no início dos anos 1970, sem sucesso. Como político independente, foi eleito prefeito de Burlington, a maior cidade do estado, em 1981. Foi reeleito três vezes. Em 1990, foi eleito para representar o distrito único de Vermont na Câmara dos Representantes. Serviu na câmara baixa do Congresso por 16 anos, até ser eleito para o Senado dos Estados Unidos em 2006. Em 2012, foi reeleito com 71% dos votos.
Sanders ascendeu à proeminência nacional em 2010, quando obstruiu a pauta do Senado em protesto à expansão das isenções fiscais da era Bush. As políticas defendidas pelo senador são similares às dos partidos social-democratas europeus, em especial àquelas implementadas nos países nórdicos. Sanders é uma das principais vozes do progressismo estadunidense no que diz respeito a desigualdade de renda, sistema universal de saúde, licença-maternidade, aquecimento global, direitos LGBT e reforma eleitoral. Sanders é um crítico de longa data da política externa dos Estados Unidos e um dos primeiros opositores da Guerra do Iraque. Também defende os direitos civis de minorias e as liberdades civis, sendo crítico da discriminação racial no poder judiciário, e de políticas de espionagem como o Patriot Act e os programas de vigilância da NSA. Alguns veículos de comunicação dos Estados Unidos têm considerado Sanders como um populista de esquerda, comparando suas propostas políticas às do New Deal do presidente Franklin D. Roosevelt.

## Biografia
Sanders nasceu no borough de Brooklyn, na cidade de Nova Iorque. Seu pai, Eli Sanders, nasceu em 19 de setembro de 1904 em Słopnice, na Polônia, numa família de judeus, e emigrou para os Estados Unidos em 1921, aos 17 anos de idade. Sua mãe, Dorothy Sanders (sobrenome de solteira: Glassberg), nasceu em 2 de outubro de 1912 em Nova Iorque, numa família de judeus oriundos da Polônia e da Rússia. Muitos dos parentes de Eli que permaneceram na Polônia foram mortos durante o Holocausto.
Sanders frequentou a Escola Pública 197, onde venceu um campeonato do borough com o time de basquete. Ele frequentava a escola judaica à tarde e celebrou seu bar mitzvah em 1954. Durante o ensino médio, Sanders frequentou a James Madison High School, onde foi capitão do time de atletismo e ficou em terceiro lugar numa corrida municipal de uma milha (1,6 quilômetros). Na James Madison, Sanders perdeu sua primeira eleição, terminando em terceiro e último lugar na disputa para o grêmio estudantil. Sua mãe morreu em junho de 1959, aos 46 anos de idade, pouco depois de Sanders obter o diploma de ensino médio. O pai de Sanders faleceu menos de três anos depois, em 4 de agosto de 1962, um mês antes de completar 58 anos de idade.
Segundo o irmão mais velho de Sanders, Larry, durante a infância de Bernie a família nunca deixou de comprar roupas ou comida, mas compras maiores, "como uma cortina ou um tapete", eram mais difíceis de serem pagas. Segundo Bernie, a família se interessava por política: "Um cara chamado Adolf Hitler venceu uma eleição em 1932. Ele venceu uma eleição e, como resultado disso, 50 milhões de pessoas morreram na Segunda Guerra Mundial, incluindo 6 milhões de judeus. Então eu aprendi desde cedo que a política é muito importante".
Após o ensino médio, Sanders estudou por um ano na Brooklyn College, entre 1959 e 1960, antes de se transferir para a Universidade de Chicago onde obteve bacharelado em artes em ciências políticas em 1964.
Em 2022 foi lançado no Brasil o livro "The Fighting Soul: on the Road with Bernie Sanders", escrito por Ari Rabin-Havt, ex-assessor de Bernie. O livro busca apresentar uma biografia de retrato mais íntimo de Bernie Sanders, seu ideário progressista e seu tato social. O ex-assessor ainda aponta contradições de campanhas presidenciais e projeto frustrado de movimento de massas do senador socialista.

## Carreira política

### Movimento dos direitos civis
Durante seu período na Universidade de Chicago, Sanders se juntou à Liga Socialista dos Jovens, órgão juvenil do Partido Socialista da América, e foi militante ativo do movimento dos direitos civis como organizador de protestos para o Congresso da Igualdade Racial e para o Comitê Coordenador Estudantil Não-Violento. Em janeiro de 1962, Sanders liderou um protesto na frente do prédio administrativo da Universidade de Chicago contra a política do presidente da instituição, George Beadle, de segregar os alunos nos dormitórios. "É intolerável que estudantes negros e brancos desta universidade não possam morar juntos nos apartamentos de propriedade da instituição", disse no protesto. Em seguida, Sanders e outros 32 alunos entraram no prédio e acamparam do lado de fora do escritório de Beadle, promovendo a primeira ação de ocupação da história da universidade. Após semanas de ocupação, Beadle e a universidade formaram uma comissão para investigar a situação.
Certa vez, Sanders gastou um dia todo colocando pôsteres contra a violência policial para, horas depois, perceber que oficiais em uma viatura da polícia seguiam-no e recolhiam os cartazes. Em 1963, Sanders participou da Marcha em Washington por Empregos e Liberdade, na qual Martin Luther King Jr. fez seu mais famoso discurso, conhecido como "I Have a Dream". Naquele verão, Sanders foi condenado por resistir à prisão durante um protesto contra a segregação racial nas escolas públicas de Chicago e recebeu uma multa de US$ 25.
Além de ter participado do movimento dos direitos civis nos anos 1960 e 1970, Sanders também participou do movimento contra a Guerra do Vietnã. Foi membro da União dos Estudantes pela Paz na Universidade de Chicago e apresentou uma objeção de consciência ao serviço militar; sua objeção foi rejeitada num momento em que ele já havia passado da idade para ser alistado. Embora tenha se oposto às guerras travadas pelos Estados Unidos, Sanders nunca culpou os soldados e tem sido um apoiador dos benefícios do governo para os veteranos de guerra. Após a faculdade, Sanders fixou residência em Vermont, onde trabalhou como carpinteiro e jornalista.

### Partido da União pela Liberdade
A carreira política de Sanders teve início em 1971, quando entrou para o Partido da União pela Liberdade, que se originou do movimento contra a Guerra do Vietnã. Por este partido, foi candidato ao Senado dos Estados Unidos (em 1972 e em 1974) e ao governo de Vermont (em 1972 e em 1976). Na disputa de 1974 ao Senado ficou em terceiro lugar (5.901 votos, 4,1%). O vencedor daquele pleito foi o jovem democrata Patrick Leahy, então promotor do Condado de Chittenden, atual colega de Sanders na representação vermontesa no Senado.
A campanha de 1976 foi a mais bem sucedida da história do Partido da União pela Liberdade. Sanders obteve mais de onze mil votos para governador (6,1% do total) e os candidatos da UL para vice-governador e secretário de Estado impediram que democratas e republicanos obtivessem maioria nas disputas para esses cargos, deixando o resultado final sob a responsabilidade da Assembleia Geral de Vermont. Apesar do sucesso, a campanha drenou as finanças e as energias da União pela Liberdade e em outubro de 1977 — menos de um ano após a conclusão da campanha de 1976 — Sanders e a candidata da UL para a Advocacia Geral de Vermont, Nancy Kaufman, anunciaram sua saída do partido. Após sair do partido, Sanders trabalhou como escritor e diretor na organização sem fins lucrativos American People's Historical Society (Sociedade Histórica do Povo Americano). Nesta organização dirigiu um documentário de meia-hora sobre o líder socialista Eugene V. Debs.

### Prefeito de Burlington

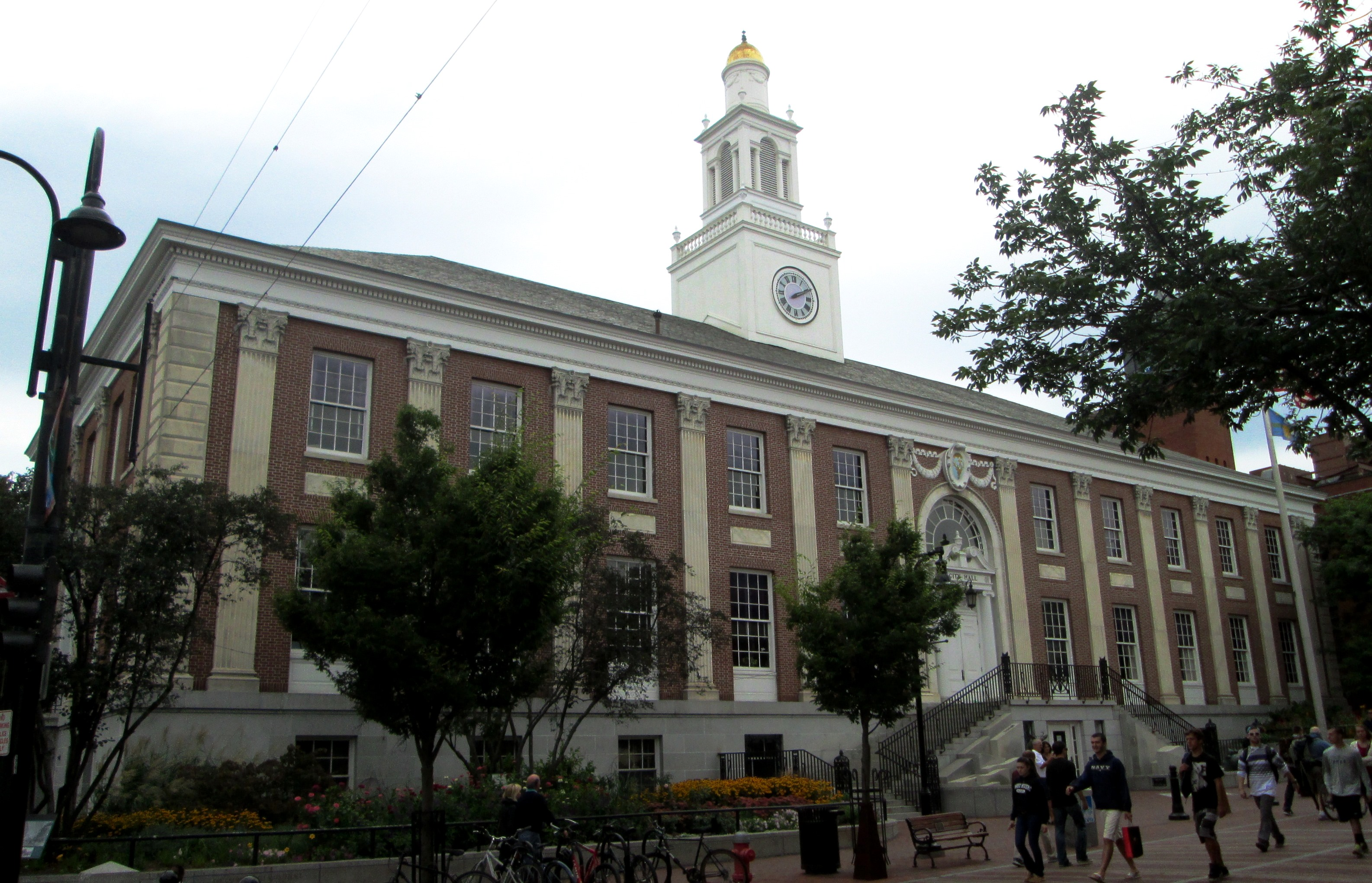
Prefeitura de Burlington

Em 1980, por sugestão do amigo Richard Sugarman, professor de teologia na Universidade de Vermont, Sanders concorreu à prefeitura de Burlington, maior cidade do estado. Aos 39 anos de idade, Sanders venceu sua primeira eleição, derrotando o prefeito democrata Gordon "Gordie" Paquette, que estava em seu quinto mandato, por apenas dez votos. Construiu sólidos laços com a comunidade, demonstrando-se aberto à cooperação com os líderes republicanos, oferecendo-lhes o controle de diversas comissões. Os republicanos eram tão favoráveis a Paquette, que sequer apresentaram um adversário a ele na corrida, o que abriu para Sanders o posto de principal oponente ao prefeito de longa data. A campanha de Sanders também foi ajudada pela decisão do candidato do Partido dos Cidadãos, Greg Guma, de sair da disputa para não dividir o voto da esquerda. Os outros dois candidatos, os independentes Richard Bove e Joe McGrath, provaram não serem fortes na disputa, o que reduziu a batalha final a Paquette e Sanders.
Durante a campanha, Sanders denunciou o prefeito como aliado do desenvolvedor de shopping centers Antonio Pomerleau, enquanto Paquette disse que a cidade seria arruinada caso Sanders fosse eleito. A campanha de Sanders foi ajudada por uma onda de voluntários otimistas, assim como por uma série de apoios de professores universitários, assistentes sociais e o sindicato da polícia local. O resultado final veio como um choque para o establishment político local, com o azarão Sanders vencendo a eleição por uma margem de apenas dez votos. Sanders seria reeleito três vezes, derrotando oponentes tanto democratas quanto republicanos . Recebeu 53% dos votos em 1983 e 55% em 1985. Em sua última disputa para prefeito, em 1987, Sanders derrotou Paul Lafayette, um democrata apoiado por republicanos.
Durante seu mandato na prefeitura, Sanders começou a se referir a si mesmo como um "socialista" e foi descrito assim pela imprensa. Durante seu primeiro mandato, seus apoiadores – dentre eles o cientista político e vereador pelo Partido dos Cidadãos, Terry Bouricius – formaram a Coalizão Progressista, que mais tarde daria origem ao Partido Progressista de Vermont. Os progressistas nunca tiveram mais de seis dos treze assentos da Câmara dos Vereadores, mas possuíam votos o suficiente para impedir que o órgão derrubasse os vetos de Sanders. Sob Sanders, Burlington tornou-se a primeira cidade do país a financiar casas geridas pela comunidade.
Durante os anos 1980, Sanders foi um crítico consistente da política externa dos Estados Unidos na América Latina. Em 1985, a Prefeitura de Burlington patrocinou uma palestra de Noam Chomsky sobre política externa. Em sua introdução, Sanders elogiou Chomsky como "uma voz muito eloquente e importante na fauna da vida intelectual da América" e disse que estava "encantado em receber uma pessoa da qual eu acho que todos nós nos orgulhamos".
O governo de Sanders equilibrou as contas da cidade e atraiu um time de segunda divisão do basebol, os Vermont Reds, uma franquia dos Cincinnati Reds, para Burlington. Sob sua liderança, a cidade processou as franquias locais de TV a cabo, o que reduziu os preços praticados para os consumidores. Além disso, promoveu projetos de revitalização urbana. Um de seus maiores legados foi melhorar a área em frente ao Lago Champlain. Em 1981, Sanders liderou uma campanha contra planos impopulares do desenvolvedor urbano de converter o então cenário industrial, de propriedade da Central Vermont Railway em condomínios, hotéis e escritórios de luxo. Sob o slogan "Burlington não está a venda", Sanders conseguiu o apoio para desenvolver a área num distrito multiuso com casas, parques e espaços públicos. Atualmente o espelho do lago inclui parques, ciclovias, praias, uma casa-navio e um centro de ciências.
Em 1986, Sanders afastou-se da prefeitura para concorrer contra a governadora democrata Madeleine Kunin, que buscava a reeleição. Concorrendo como independente, Sanders terminou a disputa em terceiro lugar com 14,4% dos votos. Kunin obteve 47%, seguida do vice-governador, o republicano Peter P. Smith, com 38%. Apesar disso, a entrada de Sanders na disputa fez com que o resultado tivesse de ser mais uma vez decidido pela Assembleia Geral, uma vez que Kunin não conseguiu obter mais de 50% dos votos. Em 1987, a publicação U.S. News & World Report classificou Sanders como um dos melhores prefeitos dos Estados Unidos, sendo que atualmente Burlington é reconhecida como uma das melhores cidades do país em termos de qualidade de vida. Após servir a quatro mandatos de dois anos, Sanders decidiu não buscar a reeleição em 1989. Começou a lecionar ciência política na Escola de Governo da Universidade de Harvard e no Hamilton College de Nova Iorque em 1991.

### Câmara dos Representantes
Em 1988, o congressista republicano Jim Jeffords decidiu concorrer ao Senado dos Estados Unidos, deixando vago o assento que representa o distrito único de Vermont na Câmara dos Representantes. O ex-vice-governador Peter P. Smith, também republicano, obteve 41% dos votos. Sanders obteve 38% e o democrata Paul N. Poirier obteve 19%. Dois anos mais tarde, Sanders concorreu para o mesmo cargo e derrotou Smith por uma margem de 16%, tornando-se o primeiro congressista independente desde a eleição de Frazier Reams do estado de Ohio quarenta anos antes. Além disso, foi apontado pelo Washington Post e outros veículos da mídia como "o primeiro congressista socialista" após várias décadas. Sanders representou o distrito único de Vermont na Câmara dos Representantes por dezesseis anos, sendo sempre reeleito por ampla margem; com exceção do pleito de 1994, no auge da "Revolução Republicana", quando sua vantagem foi de apenas 3,3% dos votos.
Durante seu primeiro ano na Câmara, Sanders afastou-se de possíveis aliados com suas críticas de que ambos os partidos atuavam como defensores dos ricos. Em 1991, no entanto, ajudou a fundar o Caucus Progressista do Congresso, um grupo de representantes de esquerda que Sanders chefiou por oito anos. Em 1993, Sanders votou contra a Brady Bill, projeto de lei que impunha a checagem de antecedentes e um período de espera aos compradores de armas nos Estados Unidos; o projeto passou com o apoio de 238 representantes e a oposição de 187. Durante a campanha presidencial de 2016, os apoiadores de Sanders argumentaram que ele votou contra a Brady Bill como um reflexo da vida em Vermont; "os vermonteses usam armas para atirar em veados e alces e não uns aos outros", disse Garrison Nelson, professor de ciência política da Universidade de Vermont. Em 2005, Bernie votou a favor do Protection of Lawful Commerce in Arms Act. O propósito da lei era prevenir que fabricantes e vendedores de armas fossem responsabilizados por crimes cometidos com seus produtos. Durante a campanha, Sanders defendeu seu voto, afirmando: "[o fabricante] não é mais responsável do que uma companhia de martelo quando alguém bate na cabeça de outra pessoa com um martelo".
Sanders votou contra as resoluções que autorizaram o uso de força pelo governo dos Estados Unidos contra o governo do Iraque em 1991 e em 2002, opondo-se também à invasão do Iraque em 2003. Votou a favor da Autorização do Uso de Força Militar Contra Terroristas, que tem sido citada como justificativa para ações militares controversas após os atentados de 11 de setembro. Sanders votou a favor de uma moção não-vinculativa expressando apoio para as tropas americanas no Iraque, ao mesmo tempo em que fez um discurso no plenário criticando a natureza partidária da votação e as ações do governo George W. Bush na preparação da guerra. Após a revelação de que a identidade da agente da CIA Valerie Plame foi vazada por um funcionário do Departamento de Estado, Sanders declarou: "A revelação de que o presidente autorizou a revelação de informação confidencial para jogar no descrédito um crítico da Guerra do Iraque deveria dizer a cada membro do Congresso de que chegou a hora para uma investigação séria de como entramos na guerra no Iraque e que o Congresso não pode mais atuar como carimbo do presidente".
Sanders tem sido um crítico consistente do Patriot Act. Na Câmara, votou contra a lei original. Após sua aprovação por 357 votos a favor e 66 contra, Sanders patrocinou e votou a favor de várias emendas e atos que tentavam diminuir o impacto da medida, tendo votado contra cada atualização da lei. Em junho de 2005, Sanders propôs uma emenda que limitava uma provisão do Patriot Act que permitia ao governo obter os registros de bibliotecas e livraria de indivíduos. A emenda foi aprovada na Câmara por uma maioria bipartidária, mas foi rejeitada em 4 de novembro do mesmo ano nas negociações entre a Câmara e o Senado sobre o texto final e nunca se tornou efetiva. Em março de 2006, após a aprovação de uma série de resoluções em várias cidades de Vermont pedindo a Sanders que apresentasse um pedido de impeachment contra o presidente Bush, o representante declarou que seria "pouco prático discutir impeachment" com os republicanos controlando tanto a Câmara quanto o Senado. Ainda assim, Sanders não escondia sua oposição ao governo Bush, a quem criticava regularmente por cortar gastos com programas sociais.
Sanders também foi um grande crítico do presidente do Federal Reserve Alan Greenspan; em junho de 2003, durante uma discussão com o então presidente, Sanders disse a Greenspan que ele estava "alheio à realidade e que percebia a função principal no seu cargo como representante dos ricos e das grandes corporações". Em 2008, após Sanders ser reeleito para o Senado, Greenspan admitiu ao Congresso as falhas em sua ideias. Em 1998, Sanders votou contra a revogação de provisões da Lei Glass–Steagall que impedia que bancos comerciais atuassem também como bancos de investimentos.
Em novembro de 2005, Sanders votou contra o Online Freedom of Speech Act, que teria restrito o uso da internet no financiamento de campanhas eleitorais.

### Senado dos EUA

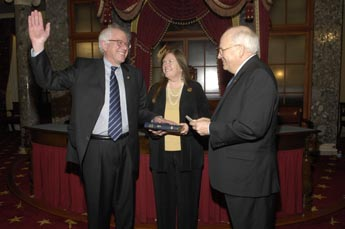
Bernie Sanders sendo jurado como Senador do EUA pelo então vice-presidente Dick Cheney no antigo plenário do Senado em janeiro de 2007.

Sanders entrou na disputa para o Senado dos Estados Unidos em 21 de abril de 2005, após o senador Jim Jeffords ter anunciado que não concorreria ao quarto mandato. Chuck Schumer, então presidente do Comitê de Campanha dos Democratas ao Senado, apoiou Sanders; a medida foi essencial, pois significava que nenhum democrata que concorresse contra ele receberia ajuda financeira do partido. Sanders também foi apoiado por Harry Reid, então Líder da Minoria no Senado, e por Howard Dean, ex-governador de Vermont. Dean disse em maio de 2005 que considera Sanders um aliado que "vota com os democratas em 98% das oportunidades". O então senador Barack Obama também fez campanha para Sanders em Vermont em março de 2006. Sanders fez um acordo com o Partido Democrata, assim como na época em que era congressista, para ser listado como candidato nas primárias do partido e, em seguida, rejeitar a indicação caso ganhasse, o que ele fez.
Naquela que foi a campanha política mais cara da história de Vermont, Sanders derrotou o empresário Rich Tarrant com o dobro de votos. Muitos órgãos da imprensa previram a vitória de Sanders antes mesmo da contagem dos votos ser iniciada. Ele foi reeleito em 2012 com uma margem ainda maior: 71% dos votos..
Sanders foi apenas o terceiro senador de Vermont a se juntar à bancada dos democratas, após Jeffords (que deixou o Partido Republicano em 2001 e se tornou independente) e Leahy. Seu acordo com os democratas garantiu a este partido a maioria dos votos durante o 110° Congresso entre 2007 e 2008. Os democratas precisavam de 51 assentos para controlar o Senado porque o vice-presidente, que também atua como presidente do Senado (à época o republicano Dick Cheney), poderia votar a favor de seu partido no caso de um empate. Quando anunciou que se filiaria ao Partido Democrata para concorrer nas eleições presidenciais primárias do partido em 2016, Sanders tornou-se o segundo senador democrata a representar Vermont no Senado, o outro sendo seu sênior, Leahy.
Em agosto de 2011, uma pesquisa feita pela Public Policy Polling descobriu que a taxa de aprovação de Sanders era de 67%, o que fazia dele o terceiro senador mais bem avaliado do país. Tanto a NAACP (movimento negro) quanto a NHLA (movimento latino) deram a Sanders nota 100 baseado em suas votações em projetos em discussão no Senado.. Em 2015, Sanders foi escolhido como um dos cinco judeus mais influentes dos EUA pelo jornal progressista The Forward. Segundo uma pesquisa de novembro de 2015, Sanders tinha uma taxa de aprovação de 83% entre os vermonteses, fazendo dele o senador mais popular do país.
Como independente, Sanders firmou um acordo com a liderança democrata no Senado segundo a qual concordava em votar com os democratas em todas as matérias regimentais e, em troca, poderia receber assentos em comissões que estariam disponíveis a ele, caso fosse um democrata; em 2013-14, foi presidente da Comissão dos Veteranos de Guerra. Em matérias políticas, Sanders é livre para votar como deseja, embora quase sempre vota conforme a indicação do Partido Democrata. Em 26 de janeiro de 2009, por exemplo, foi um dos quatro únicos membros da maioria a rejeitar a indicação do presidente Barack Obama para a nomeação de Timothy Geithner para o cargo de Secretário do Tesouro dos Estados Unidos. O Senador tem sido um crítico da reação dos governos Bush e Obama à Grande Recessão. Em 24 de setembro de 2008, criticou o antecessor de Geithner, Henry Paulson, pelo plano de salvamento dos bancos durante a crise financeira de 2008; uma petição que lançou na internet foi assinada por mais de 8 000 cidadãos em 24 horas.
Em 10 de dezembro de 2010, Sanders fez um discurso de oito horas e meia contra o Tax Relief, Unemployment Insurance Reauthorization, and Job Creation Act, projeto de lei que propunha a expansão das isenções fiscais da Era Bush e que eventualmente foi aprovado. Embora a medida tenha sido divulgada pela imprensa como uma obstrução, ela não impediu os demais senadores de apreciarem a lei, o que não a torna uma obstrução segundo as regras do Senado. Durante seu discurso, disse a frase que seria um de seus slogans durante a campanha a presidente em 2016: "Enough is enough!" ("O suficiente é o suficiente"). Em resposta ao discurso, centenas de pessoas fizeram petições online, pedindo a Sanders que concorresse na eleição presidencial de 2012 e alguns institutos de pesquisas começaram a incluir o nome dele em estados-chave nas primárias. Ativistas progressistas como o rabino Michael Lerner e o economista David Korten demonstraram apoio numa candidatura de Sanders contra o presidente Obama. O discurso de Sanders foi publicado em fevereiro de 2011 pela Nation Books com o título de The Speech: A Historic Filibuster on Corporate Greed and the Decline of Our Middle Class, os royalties foram doados a organizações de caridade de Vermont.
Em janeiro de 2015, Sanders tornou-se membro da Comissão de Orçamento do Senado. Nomeou a professora de economia Stephanie Kelton, descrita como "coruja do déficit" como principal conselheira econômica dos membros democratas da Comissão a apresentou um relatório com a intenção de ajudar a "reconstruir a classe média que desaparece", com propostas como o aumento do salário mínimo, gastos em infraestrutura e aumento nos gastos da Seguridade Social.

## Campanha presidencial de 2016

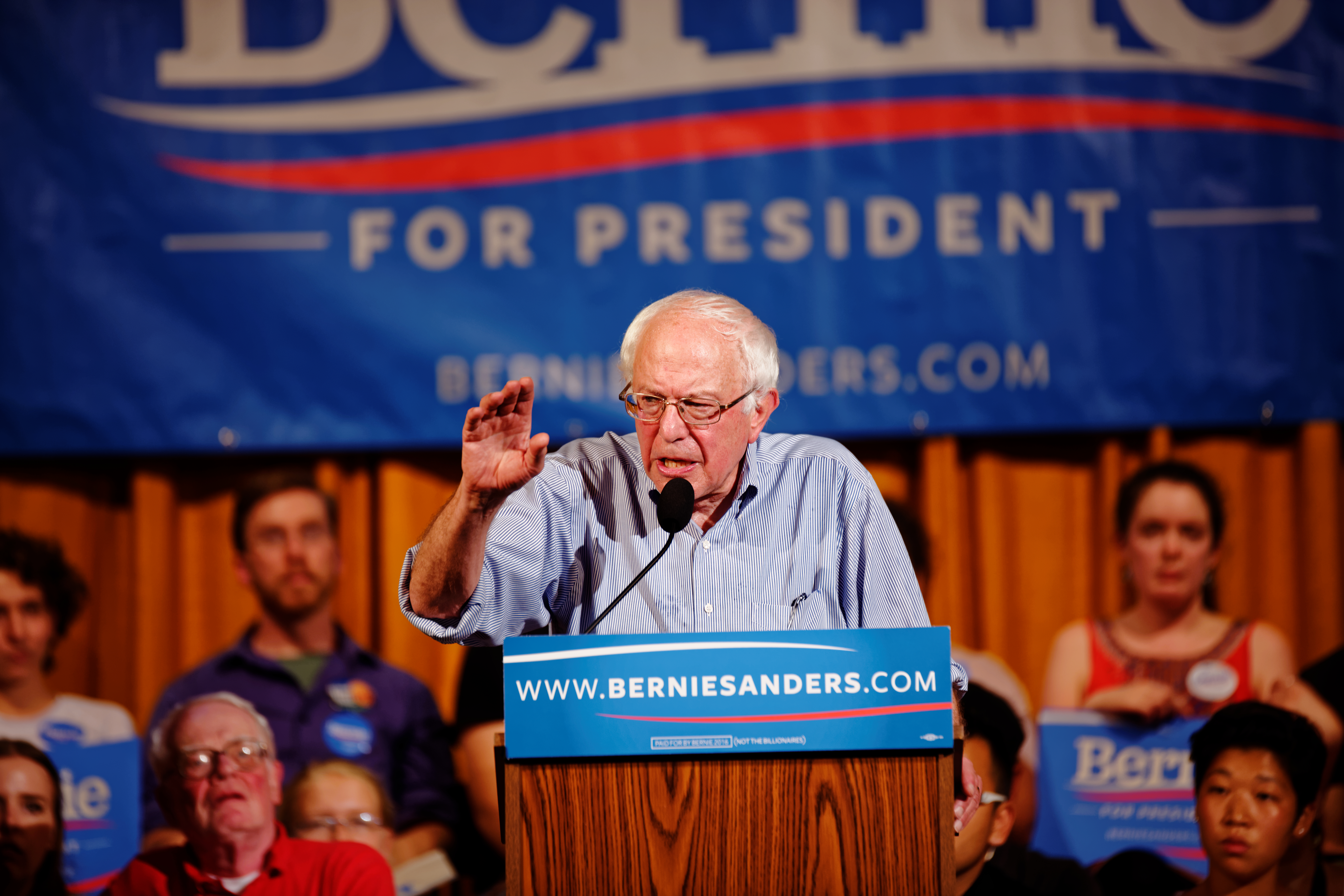
Sanders num evento de campanha em Littleton, New Hampshire em agosto de 2015.

Sanders anunciou que concorreria às primárias do Partido Democrata para a presidência dos Estados Unidos em 30 de abril de 2015 num discurso feito nos jardins do Capitólio. Sua campanha foi oficialmente lançada em 26 de maio de 2015 em Burlington.
Em seu anúncio, Sanders disse: “Eu não acredito que os homens e as mulheres que defenderam a democracia americana lutaram para criar uma situação na qual os bilionários são os donos do processo político”; este tem sido o tema central de sua campanha. A senadora Elizabeth Warren agradeceu a Sanders por entrar na disputa, afirmando: “Estou contente em vê-lo lá e oferecendo sua versão do que a liderança neste país deveria ser”. Em 19 de junho de 2015, a associação ”Ready for Warren” (Prontos para Warren) decidiu apoiar Sanders e mudar seu nome para ”Ready to Fight” (Prontos para Lutar).
Sanders declarou que não buscaria financiamento para sua campanha nos Super PACs (fundos sem limites de doações) e que iria se focar nas pequenas contribuições individuais. Sua campanha arrecadou US$ 1,5 milhão nas primeiras 24 horas após seu anúncio oficial. No final de 2015, sua campanha havia arrecadado um total de US$ 73 milhões de mais de um milhão de indivíduos que fizeram 2,5 milhões de doações, sendo a média de doação US$ 27,16 por pessoa. A campanha arrecadou mais de US$ 20 milhões apenas no mês de janeiro de 2016.
Sanders usou as redes sociais para fazer com que sua campanha decolasse. Publica conteúdo em plataformas virtuais como Twitter e Facebook e já respondeu às perguntas dos internautas no Reddit. Sanders também pôde construir uma campanha de massas graças à internet. Um evento organizado através da rede em 29 de julho de 2015 atraiu mais de 100 000 apoiadores em mais de 3 500 localidades em todo o país. Credita seu sucesso na rede à sua abordagem “orgânica” das redes sociais, sendo que ele mesmo escreve os posts que são publicados por sua campanha.

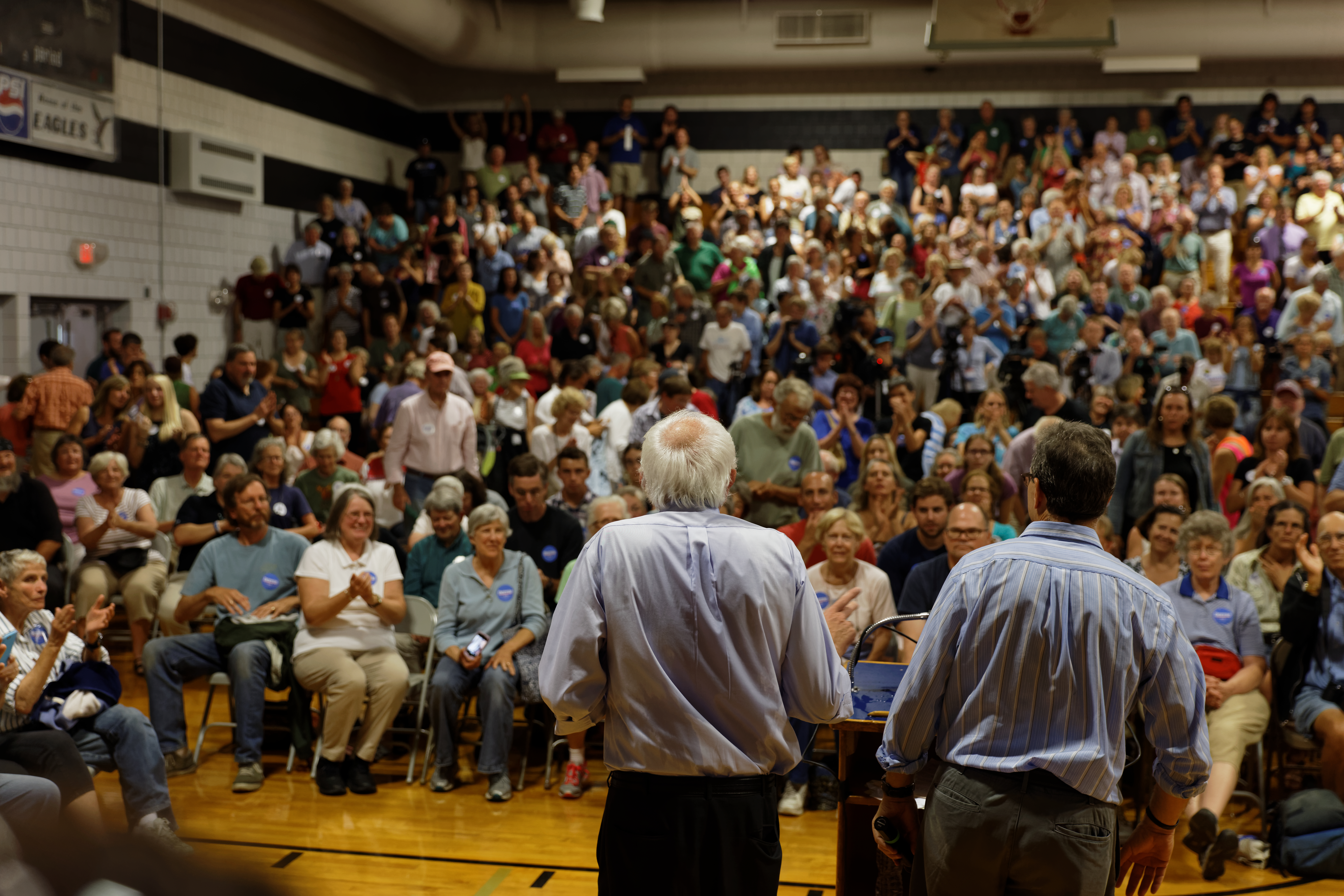
Sanders discursa para uma multidão em Conway, New Hampshire em agosto de 2015.

A campanha de Sanders começou a atrair um grande público em junho de 2015, para sua surpresa. Quando Hillary Clinton, sua rival, e Sanders fizeram aparições públicas em Des Moines, Iowa na mesma semana, Sanders conseguiu atrair um público maior, embora já tivesse feito vários comícios pelo estado e Clinton estivesse em sua primeira visita em 2015. Em 1° de julho de 2015 Sanders atraiu cerca de 10.000 em Madison, mais do que qualquer outro pré-candidato à presidência até então. Nas semanas seguintes, conseguiu atrair públicos ainda maiores: 11 000 no Arizona, 15 000 em Seattle e 28 000 em Portland.
Em 4 de dezembro de 2015, Sanders venceu a eleição de personalidade do ano entre os leitores da Time, com 10,2% dos votos, no entanto não foi escolhido pelo comitê editorial da publicação para aparecer na capa da revista, que preferiu eleger Angela Merkel como personalidade do ano.
Ainda em dezembro, o Comitê Nacional do Partido Democrata (Democratic National Committee – DNC) suspendeu o acesso da campanha de Sanders ao banco de dados dos eleitores após um funcionário da campanha ter visualizado dados da campanha de Hillary Clinton durante uma falha de firewall. O funcionário negou ter visualizado os dados, mas o DNC confirmou a invasão e Sanders pediu desculpas pelo incidente. A campanha de Sanders criticou a punição do DNC como excessiva e ameaçou processar o Comitê caso o acesso ao banco de dados não fosse restaurado. A campanha afirma ter avisado ao DNC sobre problemas no programa meses antes. Em 18 de dezembro de 2015, a campanha abriu um processo contra o DNC, alegando que este suspendeu seu acesso ao banco de dados injustamente. O ex-conselheiro da campanha de Obama, David Axelrod, escreveu no Twitter que o DNC “tomou as dores” de Clinton. No mesmo dia, o DNC e a campanha de Sanders forjaram um acordo que restaurou o acesso da campanha ao banco de dados.
Em 1° de fevereiro de 2015, Sanders perdeu o caucus em Iowa – primeira disputa das primárias – por apenas 0,25% dos votos. Em 9 de fevereiro, venceu a primária de New Hampshire por uma margem de mais de 20% dos votos, a maior em décadas. Venceu em todos os condados e em todos os grupos demográficos, à exceção dos idosos (mais de 65 anos de idade) e dos ricos (renda anual de mais de US$ 200.000). Sanders tornou-se o primeiro socialista, o primeiro judeu e o primeiro não-cristão a vencer uma eleição primária na história dos Estados Unidos.
Em fevereiro, Sanders criticou a decisão do DNC de revogar a decisão de 2008 do então candidato Barack Obama de banir contribuições de lobistas e comitês de ações políticas, classificando-a como “um infeliz passo atrás” e clamando para que Hillary Clinton também denunciasse a decisão.

### Pesquisas de opinião

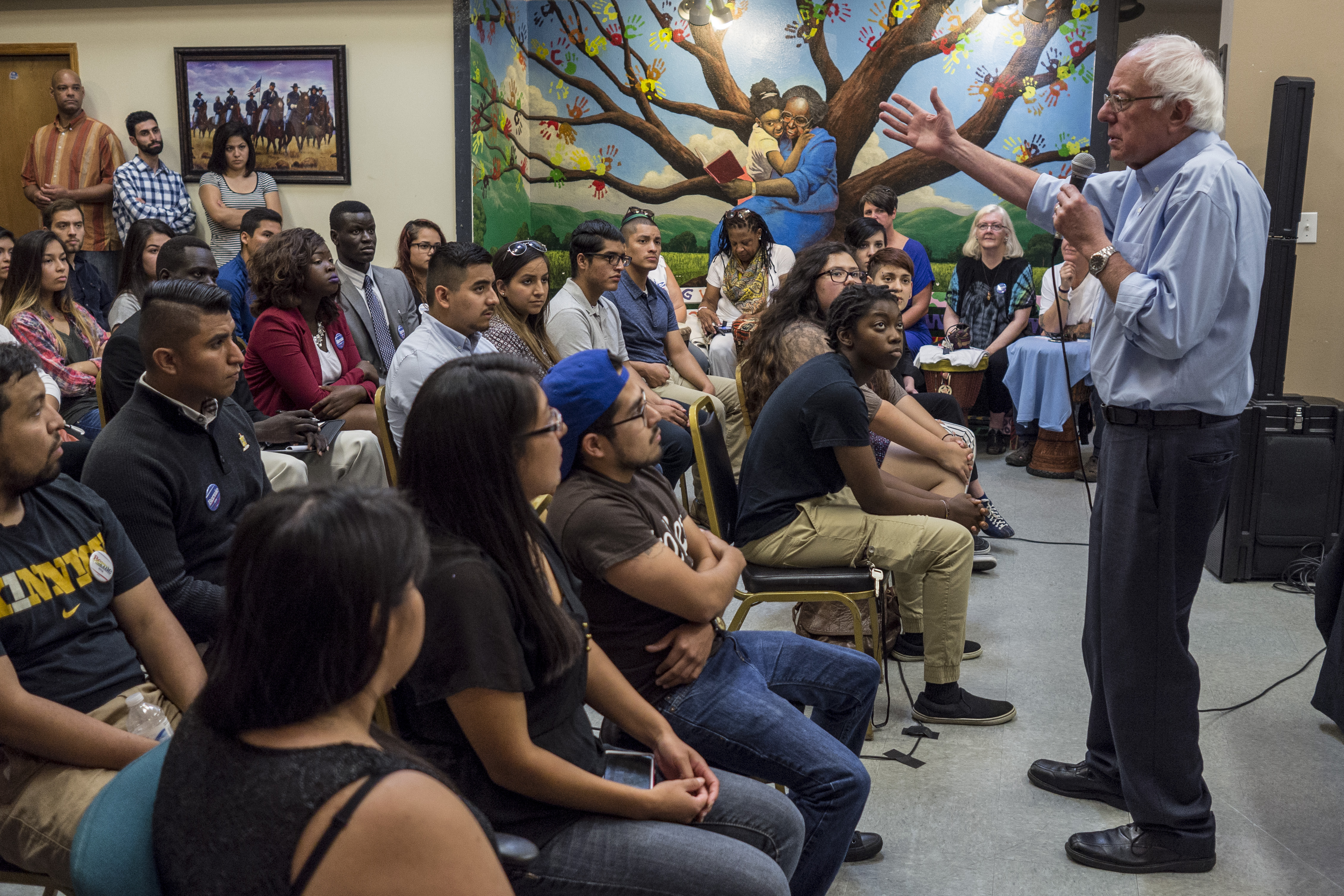
Sanders fala para jovens em Des Moines em setembro de 2015.

Desde o início da campanha, em maio de 2015, as pesquisas mostravam um acirramento da disputa no Partido Democrata. O agregador de pesquisas do Huffington Post mostrou, em 10 de fevereiro de 2015, que Bernie Sanders estava treze pontos atrás de Hillary Clinton, na média das pesquisas nacionais.
Em 3 de dezembro de 2015 uma pesquisa da Quinnipiac University mostrou Sanders como o candidato mais elegível de ambos os partidos e mais elegível do que Hillary Clinton na disputa contra os principais nomes republicanos.

### Debates
O DNC anunciou em 5 de maio de 2015 que haveria seis debates transmitidos nacionalmente entre os pré-candidatos do partido, muito menos do que os 26 debates realizados durante as primárias de 2008. Críticos, incluindo a campanha de Sanders, têm alegado que isto faz parte do plano do DNC de proteger a primeira colocada nas pesquisas, Hillary Clinton. Clinton expressou seu desejo em participar de mais debates.

### Afiliação partidária
Em novembro de 2015, Sanders anunciou que iria ser um democrata a partir de então e que iria concorrer em futuras eleições como membro do partido. A partir de 2016, muitos veículos de imprensa, como PBS, The Wall Street Journal e CBS News, passaram a descrever Sanders como “senador democrata de Vermont”.
O portal do Senado dos Estados Unidos referia-se a Sanders tanto quanto independente, como democrata. Em janeiro de 2016, a página oficial de Sanders no portal do Senado ainda se referia a ele como independente, sendo que no mês seguinte os releases omitiam sua filiação partidária ou continuavam a descrevê-lo como independente.

## Campanha presidencial de 2020
No dia 19 de fevereiro de 2019, Bernie Sanders anunciou através da rádio de Vermont que se candidataria à presidência em 2020.  No mesmo dia, anunciou a sua campanha numa entrevista com o jornalista John Dickerson, da CBS. 

### Angariação de fundos
A campanha de Sanders seguiu princípios muito parecidos aos de 2016 no que toca à angariação de fundos. Não aceitou doações de Super PACs, de grandes empresas, nem de bilionários, em vez disso apelando aos seus apoiantes para doarem pequenas quantias. Em setembro de 2019, a sua campanha tornou-se a mais rápida a chegar a um milhão de doadores.  Nos últimos três meses de 2019, a campanha de Sanders angariou $34,5 milhões de dólares, com cada doação sendo em média de $18. 

### Sondagens
Durante 2019, Sanders esteve sempre com entre 15 e 20% do voto nas sondagens, de acordo com a média de sondagens da RealClearPolitics. Esteve maior parte do tempo em segundo lugar, atrás de Joe Biden, havendo porém um momento em junho em que foi ultrapassado pela Senadora Kamala Harris, sendo também ultrapassado por Elizabeth Warren de setembro a novembro de 2019. A partir do início de fevereiro de 2020 (depois do caucus no Iowa)e e até à Super Terça, Sanders liderou as sondagens, devido à queda de Joe Biden neste período de tempo. 

### Suspensão da campanha
Depois de ter obtido derrotas na Carolina do Sul, na Super Terça e nas primárias de 10 e 17 de março, Sanders decidiu sair da corrida à Casa Branca no dia 8 de abril de 2020.  Apesar disso, disse que ia continuar no boletim de voto nos restantes estados, com o objetivo de ganhar mais alguns delegados, para influenciar ainda mais a plataforma política do partido Democrata. 

## Visão política

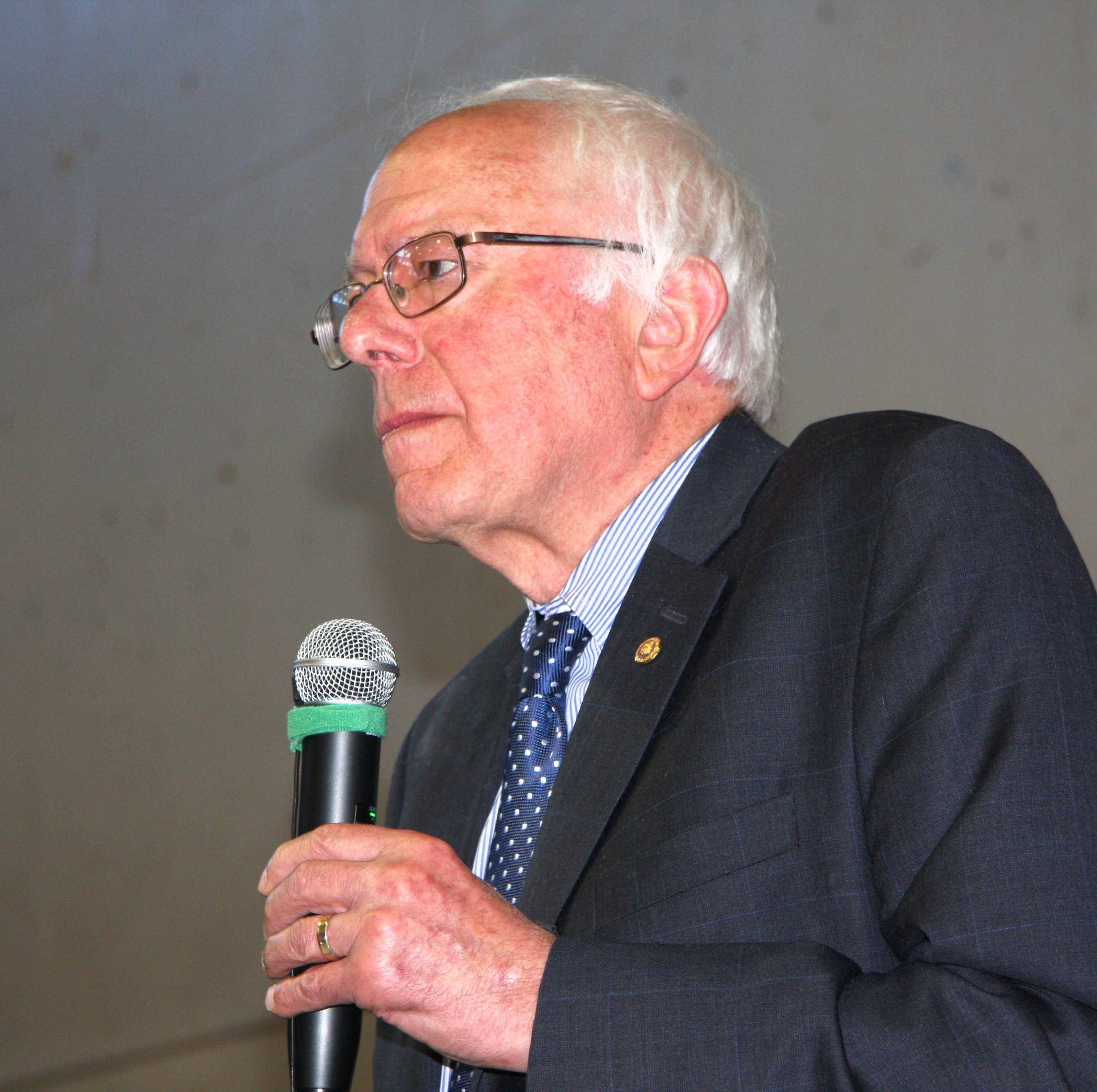
Bernie Sanders em 2015

### Afiliações partidárias
Sanders ingressou no Liberty Union Party de Vermont em 1971 e foi candidato a vários cargos, nunca chegando perto de vencer as eleições. Ele tornou-se secretario do partido,  mas deixou o cargo em 1977 para se tornar independente. Em 1980, ele serviu como eleitor do Partido Socialista dos Trabalhadores. Sanders é um autodeclarado socialista, socialista democrático, e progressista que admira o modelo nórdico de social-democracia e a democracia no local de trabalho. Em novembro de 2015, Sanders deu uma palestra na Georgetown University para explicar sua visão sobre o socialismo democrático e a influência desta ideologia sobre as políticas dos presidentes Franklin D. Roosevelt e Lyndon B. Johnson. Ao definir o que o socialismo democrático significa para si, Sanders disse: "Não acredito que o governo deve tomar o controle da padaria no final da rua ou dos meios de produção, mas eu acredito que a classe média e as famílias trabalhadoras que produzem a riqueza da América merecem uma qualidade de vida decente e que seus salários devem ascender e não descender. Eu acredito em empresas privadas que prosperam e investem no crescimento da América, empresas que criam empregos aqui, ao invés de empresas que fecham suas portas nas América e aumentam seus lucros ao explorar mão-de-obra barata no exterior".
Com base em suas posições e votos ao longo de sua carreira, muitos comentaristas consideram sua plataforma política focada principalmente em benefícios sociais financiados por impostos inspirados no modelo nórdico e não na propriedade social dos meios de produção. Alguns socialistas e grandes organizações socialistas descreveram Sanders como um socialista democrático, socialista de mercado ou socialista reformista, enquanto outros o chamaram de social-democrata reformista.
Bhaskar Sunkara caracterizou a política de Sanders como "social-democracia de luta de classes", argumentando que, enquanto a social-democracia do pós-guerra operava como um compromisso que instituía acordos tripartites entre empresas, trabalhadores e governo para amenizar o conflito de classes, Sanders vê as demandas social-democratas como um meio de aguçar o confronto de classes e aumentar a consciência de classe. Suas opiniões foram ecoadas por George Eaton, argumentando que a frase de Sunkara "captura as nuances da política de Sanders de uma forma que um binário socialista/social-democrata não faz" e afirmando que se ele fosse eleito presidente, representaria "o triunfo de uma política que não é nem totalmente socialista, nem social-democrata, mas uma nova fusão de ambos".

### Acordos de comercial internacional
Muitos comentaristas apontam a consistência das ideias de Sanders ao longo de sua carreira política. O senador considera os acordos de livre comércio "um desastre para o trabalhador americano" e votou contra o NAFTA, o CAFTA e o acordo com a República Popular da China, que fizeram com que as empresas americanas deixassem o país. Também se opõe ao Tratado Transpacífico, que, segundo ele, "foi escrito pela América empresarial com a indústria farmacêutica e Wall Street".
O grande foco do senador está em questões como desigualdade de renda e de riquezas, desvalorização do salário mínimo, criação de um sistema de saúde universal, a redução da dívida estudantil, a oferta de ensino superior gratuito em universidades e faculdades públicas através da criação de um imposto sobre as transações financeiras, e a expansão dos benefícios da Seguridade Social através da eliminação do teto de contribuição de  US$250,000. Sanders tornou-se um defensor de ampliação dos direitos trabalhistas, defendendo a obrigatoriedade da licença parental, licença por doença e férias remuneradas, notando que tais benefícios são adotados em quase todos os países do mundo. Também apoia que o acesso dos trabalhadores aos sindicatos seja facilitado.

### Reformas governamentais
Sanders tem defendido uma maior participação dos cidadãos no processo democrático, em especial através da reforma do sistema de arrecadação eleitoral e da derrubada da decisão da Suprema Corte Citizens United v. FEC, que acabou com as restrições de empresas privadas no financiamento de campanhas eleitorais. Também defende reformas no sistema financeiro, tais como o fim da assistência federal às instituições "too big to fail" (grandes demais para quebrar), a restauração da Lei Glass–Steagall, o fim da independência do Federal Reserve Bank e a permissão que os Correios ofereçam serviços bancários básicos em comunidades pobres.

### Direitos individuais
No campo dos direitos individuais, Sanders possui uma visão progressista, sendo a favor dos direitos LGBT e tendo votado contra o Defense of Marriage Act. Sanders se considera um feminista. Também é pró-escolha e se opõe ao corte de subsídios federais a clínicas e hospitais que realizam aborto. Tem denunciado o racismo institucional e defende uma reforma do sistema penal para reduzir o grande número de pessoas presas nos Estados Unidos. Bernie é contra a violência policial, a privatização de presídios e a pena de morte. É a favor da legalização da maconha a nível federal. Sanders se opôs à invasão do Iraque em 2003 e criticou uma série de políticas instituídas durante a Guerra ao Terror, em especial a vigilância em massa de cidadãos e o USA PATRIOT Act. Em 15 de novembro de 2015, em resposta aos atentados do Estado Islâmico em Paris, Sanders orientou o público a não alimentar sentimentos de islamofobia e disse que "precisamos ser firmes e não estúpidos", defendendo que os Estados Unidos continuassem a receber refugiados da Guerra Civil na Síria.

### Politica ambiental
O senador defende que o aquecimento global é a maior ameaça à segurança nacional dos Estados Unidos e defende uma ação vigorosa para reverter o fenômeno, através de investimentos substanciais em infraestrutura "eficiente e sustentável" que tenha como principal meta a criação de empregos.

### Política estrangeira
Em 2019, Sanders pediu que as autoridades brasileiras libertassem imediatamente o ex-presidente Luiz Inácio Lula da Silva da prisão e retirassem todas as acusações depois que uma enorme quantidade de documentos vazados confirmou suspeitas de que o caso contra Lula era politicamente motivado no esforço de impedi-lo de vencer a eleição de 2018.

## Vida pessoal

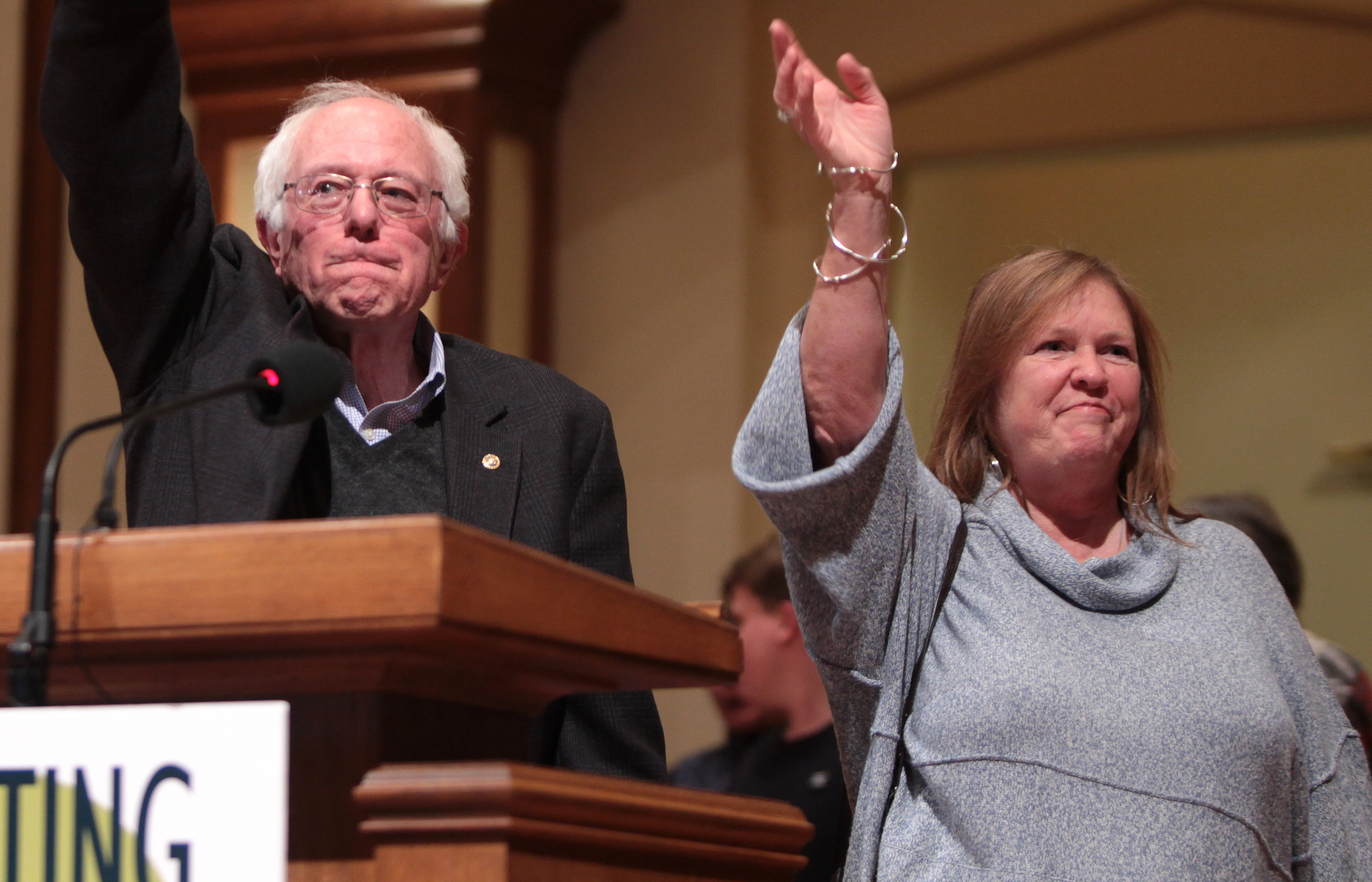
Sanders com a esposa Jane O'Meara em Des Moines em janeiro de 2016.

Sanders casou-se com Deborah Shiling em 1964 e eles compraram uma casa de veraneio em Vermont; não tiveram filhos e divorciaram-se em 1966. Nos anos seguintes, Sanders teve vários empregos em Nova Iorque e em Vermont e passou vários meses num kibbutz em Israel. Seu único filho biológico, Levi Sanders, nasceu em 1969, fruto da união com a então namorada Susan Campbell Mott. Em 1988, Sanders casou-se com Jane O’Meara Driscoll, que mais tarde se tornaria presidente da Faculdade de Burlington. Ela tem três filhos — Dave Driscoll, Carina Driscoll e Heather Driscoll Titus — que Sanders considera como seus. Sanders também tem sete netos.
Em dezembro de 1987, durante seu mandato de prefeito, Sanders gravou um álbum de música folk intitulado We Shall Overcome, com a colaboração de trinta músicos locais. Por não saber cantar, Sanders interpretou as canções no estilo talking blues (blues falado). Em 1988, Sanders fez uma participação especial no filme Sweet Hearts Dance, interpretando um homem que distribui doces para crianças no Halloween. Em 1999, ele apareceu no fim My X-Girlfriend's Wedding Reception, interpretando um rabino. No filme, ele lamenta que os Dodgers se mudaram do Brooklyn para Los Angeles, fato que marcou a infância do próprio Sanders. Em 6 de fevereiro de 2016, Sanders foi um convidado especial no Saturday Night Live. No esquete, em que apareceu ao lado de Larry David, ele interpretou um imigrante polonês num navio que afundava perto da Estátua da Liberdade.
O irmão mais velho de Sanders, Larry Sanders, mora na Inglaterra. Ele foi conselheiro no condado de Oxfordshire pelo Partido Verde até se aposentar em 2013. Larry concorreu ao cargo de Membro do Parlamento pelo distrito de Oxford West and Abingdon nas eleições gerais britânicas de 2015, terminando a disputa em quinto lugar. Bernie disse à CNN: "devo muito ao meu irmão, foi ele quem me apresentou a muitas das ideias que defendo".

### Religião
Sanders foi criado na religião judaica, tendo frequentado aulas de religião e celebrado o bar mitzvah. Em 1963, após se aproximar do movimento sionista-socialista Hashomer Hatzair, ele e sua então esposa se voluntariaram para trabalhar em Sha’ar HaAmakim, um kibbutz localizado no norte de Israel.
Sanders se considera um judeu secular, conforme descrito na página de sua campanha na internet. Raramente discute religião e minimiza o impacto dela em sua vida. Sanders diz ser "um judeu orgulhoso", mas afirma "não ser muito religioso", afirmando acreditar em Deus, apesar de não ser membro de nenhuma religião organizada. Um kit de campanha elaborado por seus comitês estaduais diz apenas "Religião: Judaica".
Seu irmão Larry descreve-o como "substancialmente não religioso". Em outubro de 2015, durante uma entrevista no talk show Jimmy Kimmel Live!, Bernie disse:

Eu sou quem eu sou e o que eu acredito espiritualmente é que estamos todos juntos nessa situação. Eu acredito que não é uma coisa boa acreditarmos, enquanto seres humanos, que podemos virar nossas costas para o sofrimento dos outros ... E isso não é judaísmo, isso é o que o Papa Francisco fala, que não podemos adorar os bilionários e a acumulação de mais e mais dinheiro. A vida é mais do que isso.
  Em 2016, declarou ter "sentimentos religiosos e espirituais muito fortes" e explicou que "minha espiritualidade é que estamos todos nessa situação juntos e que quando crianças passam fome, quando veteranos dormem nas ruas, isso me impacta".
A esposa de Sanders, Jane, é católica e ele frequentemente expressa sua admiração pelo Papa Francisco, tendo declarado que "o líder da Igreja Católica tem levantado questões profundas, é importante que escutemos o que ele tem a dizer". Sanders afirma estar "bem próximo" dos ensinamentos econômicos do Papa, descrevendo-o como "incrivelmente inteligente e corajoso".